# Décès en 1195
Décès
- 1191
- 1192
- 1193
- 1194
- 1195
- 1196
- 1197
- 1198
- 1199

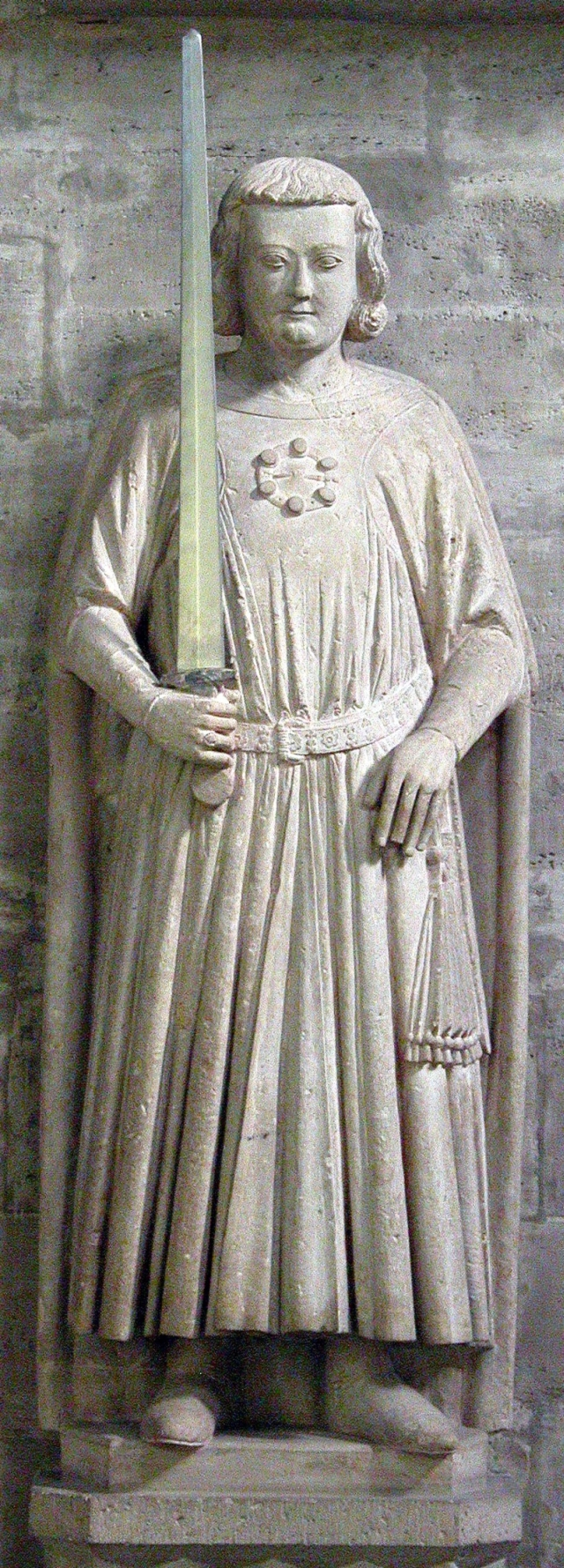
Henri XII de Bavière, mort en 1195.

Cette page dresse une liste de personnalités mortes au cours de l'année 1195 :
- 25 mars : Agnès de Wettin, noble allemande.
- 13 avril : Boleslas de Cujavie, duc de Cujavie.
- 23 avril : Nakayama Tadachika, noble de cour et écrivain japonais.
- 24 juin : Albert Ier de Misnie, margrave de Misnie.
- 25 juillet : 
  - Herrade de Landsberg, Abbesse de Hohenbourg, auteure de l’Hortus Deliciarum.
  - Guillaume Ier de Genève, comte de Genève.
- 6 août[1] : Henri XII de Bavière.
- 17 décembre : Baudouin V, comte de Hainaut.

- Alain III de Rohan, vicomte de Rohan.
- Amédée II de Montfaucon, seigneur de Montfaucon et comte de Montbéliard.
- Bernard de Ventadour, troubadour.
- Berthold du mont Carmel, fondateur de la première communauté érémitique du mont Carmel qui deviendra l'Ordre du Carmel.
- Conrad Ier du Palatinat, comte palatin du Rhin.
- Gualdim Pais, croisé portugais, frère-chevalier de l'Ordre du Temple et fondateur de la ville de Tomar.
- Guillaume de Bournel, maréchal de France.
- Guillaume des Forz, baron anglo-normand originaire de Fors dans le Poitou.
- Henri XII de Bavière, ou Henri le Lion, duc de Saxe et duc de Bavière.
- Judith-Berthe de Hohenstaufen, ou Berthe de Souabe, noble allemande.
- Rhodri ab Owain Gwynedd, corégent du Royaume de Gwynedd puis roi de la partie ouest du Gwynedd.

date incertaine (vers 1195)
- Rogerius, également appelé Rogerius Salernitanus, Roger Frugard, Roger Frugardi, Roggerio Frugardo, Rüdiger Frutgard ou Roggerio dei Frugardi, chirurgien de l'école de Salerne.

## Crédit d'auteurs
- Cet article est partiellement ou en totalité issu de l'article intitulé « 1195 » (voir la liste des auteurs).